# Operário (MS)
Operário Futebol Clube este un club de fotbal din Campo Grande, Mato Grosso do Sul, Brazilia, fondat pe 28 august 1938.

## Palmares
- Campeonato Mato-Grossense: 4

1974, 1976, 1977, 1978
- Campeonato Sul-Mato-Grossense: 10

1979, 1980, 1981, 1983, 1986, 1988, 1989, 1991, 1996, 1997
- President's Cup (Korea): 1

1982